# Constantijn Willem Ferdinand Mackay
Constantijn Willem Ferdinand baron Mackay (Amerongen, 31 december 1870 – Aerdenhout, 5 februari 1955) was burgemeester van de gemeente Ermelo van 20 april 1908 tot 20 april 1938 en lid van de Christelijk-Historische Unie.
Voor zijn burgemeesterschap van Ermelo was hij van 1904 tot 1908 burgemeester van de gemeente Buren in de provincie Gelderland.
Mackay was een oud-marineofficier die in de periode 1893-1898 had deelgenomen aan de expedities naar Lombok en Atjeh. In 1925 en in 1938 werd hij benoemd tot ridder resp. officier in de Orde van Oranje-Nassau.
Mackay werd geboren in Amerongen als zoon van baron Theodoor Philips Mackay , voormalig 2e kamer lid voor de Anti-Revolutionaire Partij en barones Juliana Anna van Lynden. Hij trouwde met jonkvrouw Petronella Adamina Hoeufft en kreeg 4 dochters. Zijn tweede huwelijk was met mr. Cornelia Frida Katz. Cornelia was sociaal advocate en christelijk-historisch pleitster voor vrouwenrechten en had zitting voor de CHU in de 2e kamer van 1922 tot 1941.
Het geslacht Mackay is van origine een Schotse clan afkomstig uit de streek Strathnaver  in Noord-Schotland. Veel leden van de Mackay-clan van Strathnaver dienden bij het Mackays Regiment van de Schotse Brigade in Nederlandse dienst in de 17e en 18e eeuw. Veel leden van de Mackay-clan vestigden zich vervolgens in Nederland.